# روكافورتي ليغوري
روكافورتي ليغوري (بالإيطالية: Roccaforte Ligure)‏ هي بلدية في مقاطعة ألساندريا في إقليم بييمونتي في إيطاليا.

## السكان
في سنة 1861 بلغ عدد السكان 1٬020 نسمة، وتطور العدد ليصل في سنة 2011 لـ 154 نسمة.
يظهر هذا المخطط البياني تطور النمو السكاني لـ روكافورتي ليغوري